# إليزابيث وارتون دريكسل
إليزابيث وارتون دريكسل (بالإنجليزية: Elizabeth Wharton Drexel)‏ هي نجمة اجتماعية وكاتِبة أمريكية، ولدت في 22 أبريل 1868 في فيلادلفيا في الولايات المتحدة، وتوفيت في 13 يونيو 1944 في لندن في المملكة المتحدة.